# Ноел Хоган
Ноел Ентони Хоган (енгл. Noel Anthony Hogan; 25. децембар 1971) ирски је музичар и музички продуцент најпознатији као оснивач и гитариста бенда The Cranberries.